# Cossulus issycus
Parahypopta issycus is een vlinder uit de familie van de Houtboorders (Cossidae). De wetenschappelijke naam van de soort is voor het eerst gepubliceerd in 1933 door Max Gaede.
De soort komt voor in Kirgizië.